# Marie de Bourgogne
Pour les articles homonymes, voir Marie de Bourgogne (homonymie).
Pour la bière belge, voir Duchesse de Bourgogne (bière).
Marie de Bourgogne, née à Bruxelles le 13 février 1457 et morte au Prinsenhof de Bruges le 27 mars 1482, est une princesse de la maison de Valois-Bourgogne, duchesse titulaire de Bourgogne de janvier 1477 à sa mort.
Fille unique du duc Charles le Téméraire, tué lors de la bataille de Nancy du 5 janvier 1477, elle se retrouve, à 19 ans, à la tête d'un État bourguignon fragilisé. Elle passe l'essentiel de ses cinq années de règne à défendre ses droits à l'héritage de son père, disputé par le roi de France, aidée en cela par sa belle-mère Marguerite d'York. Son mariage en août 1477 avec Maximilien d'Autriche oriente pour près de deux siècles la géopolitique de l'Europe. Elle est la mère de Philippe le Beau, père de Charles Quint.

## Biographie

### Naissance et enfance
Marie est née le 13 février 1457 au palais du Coudenberg à Bruxelles, dans le duché de Brabant. Ses parents, Charles le Téméraire et Isabelle de Bourbon sont cousins germains, tous deux de sang royal français (son père descend en ligne directe de Jean II le Bon et sa mère de Saint Louis par Robert de Clermont).
Elle est baptisée (précisément Marie-Blanche) quatre jours plus tard à la chapelle du palais par l'archevêque de Cambrai, Jean VI de Bourgogne, bâtard de son arrière-grand-père Jean sans Peur. Sa marraine est sa grand-mère, la duchesse de Bourgogne Isabelle de Portugal et son parrain le dauphin Louis, alors en froid avec le roi Charles VII et réfugié à Genappe. Son grand-père, Philippe le Bon, n'assiste pas à la cérémonie.
Marie passe ensuite quelques années au château du Quesnoy, ancienne résidence des comtes de Hainaut. Son éducation est confiée à sa tante Anne de Bourgogne, fille illégitime de Philippe le Bon.
Vers l'âge de six ans, elle quitte le château du Quesnoy, trop exposé aux armées de Louis XI, pour celui des Walles à Gand. Elle y passe la majeure partie de son enfance, alors que ses parents s'installent à Gorcum, en Hollande. Comme tous les membres de la maison Valois de Bourgogne, sa langue maternelle est le moyen français, mais elle apprend également le thiois et le latin. Elle lit beaucoup, notamment le Roman de la Rose, et apprend à jouer du clavicorde.
À l'âge de huit ans, elle perd sa mère, victime de la tuberculose, et son grand-père le duc Philippe. Elle participe alors à la tournée inaugurale de son père qui, nouveau duc de Bourgogne, l'habitue très jeune à la vie publique.
En 1468, Charles le Téméraire se remarie avec Marguerite, fille du duc Richard d'York et sœur du roi Édouard IV d'Angleterre, à Damme. Il donne des festivités grandioses, d'un luxe fastueux, à Bruges, qui devient la ville préférée de Marie. La nouvelle épouse du duc voit peu son mari et n'a pas d'enfant, mais elle reporte toute son affection maternelle sur Marie.

### Projets de mariage
Seule enfant de Charles le Téméraire, Marie est son unique héritière. Son père tente de forger une alliance contre Louis XI avec le roi Jean II d'Aragon qui demande en 1462 la main de Marie, alors âgée de 5 ans, pour son fils, le futur Ferdinand le Catholique, âgé de 10 ans.
Un autre projet de mariage est envisagé en 1471 avec le frère cadet de Louis XI, Charles, ennemi juré du roi qui s'y oppose et demande au pape Paul II de ne pas accorder la dispense nécessaire au mariage, en raison des liens de parenté. Le pape ayant néanmoins accordé sa dispense, Louis XI rappelle alors à son frère son serment à Saintes et l’avertit qu’en cas de naissance d’un fils, la succession lui échapperait. Il prétend même Marie de Bourgogne atteinte de la syphilis. Enfin, pour empêcher ce mariage, Louis XI va jusqu’à demander la main de Marie pour son propre fils, âgé d'un an seulement, avec promesse de donner Amiens et Saint-Quentin. Charles meurt cependant en 1472.
Par la suite, le duc Charles propose à l'empereur Frédéric III la main de Marie pour son fils et héritier Maximilien, en échange de quoi l'empereur ferait élire le Téméraire roi des Romains ou érigerait la Bourgogne en royaume. Si l'empereur est intéressé par ce mariage qui renforcerait la dynastie habsbourgeoise, il finit par décliner la proposition pour des raisons de politique intérieure, sans jamais totalement la perdre de vue. C'est bien cette solution matrimoniale qui finit d'ailleurs par prévaloir après la mort du duc.
Enfin, est envisagé en 1473 un mariage avec le jeune duc de Lorraine Nicolas Ier, qui se bat aux côtés de la Bourgogne et participe à l'invasion de la Picardie, ainsi qu'au siège de Beauvais. L'union des maisons de Bourgogne et de Lorraine permettrait à terme de créer un royaume d'un seul tenant entre la Bourgogne et la Mer du Nord, une seconde Lotharingie. Cependant le jeune duc meurt subitement à l'âge de 25 ans en tentant de prendre Metz en 1473. Tout comme pour la mort de son autre prétendant Charles de France en 1472, on soupçonne vite Louis XI de l'avoir fait empoisonner.

### L'héritière la plus riche d'Europe

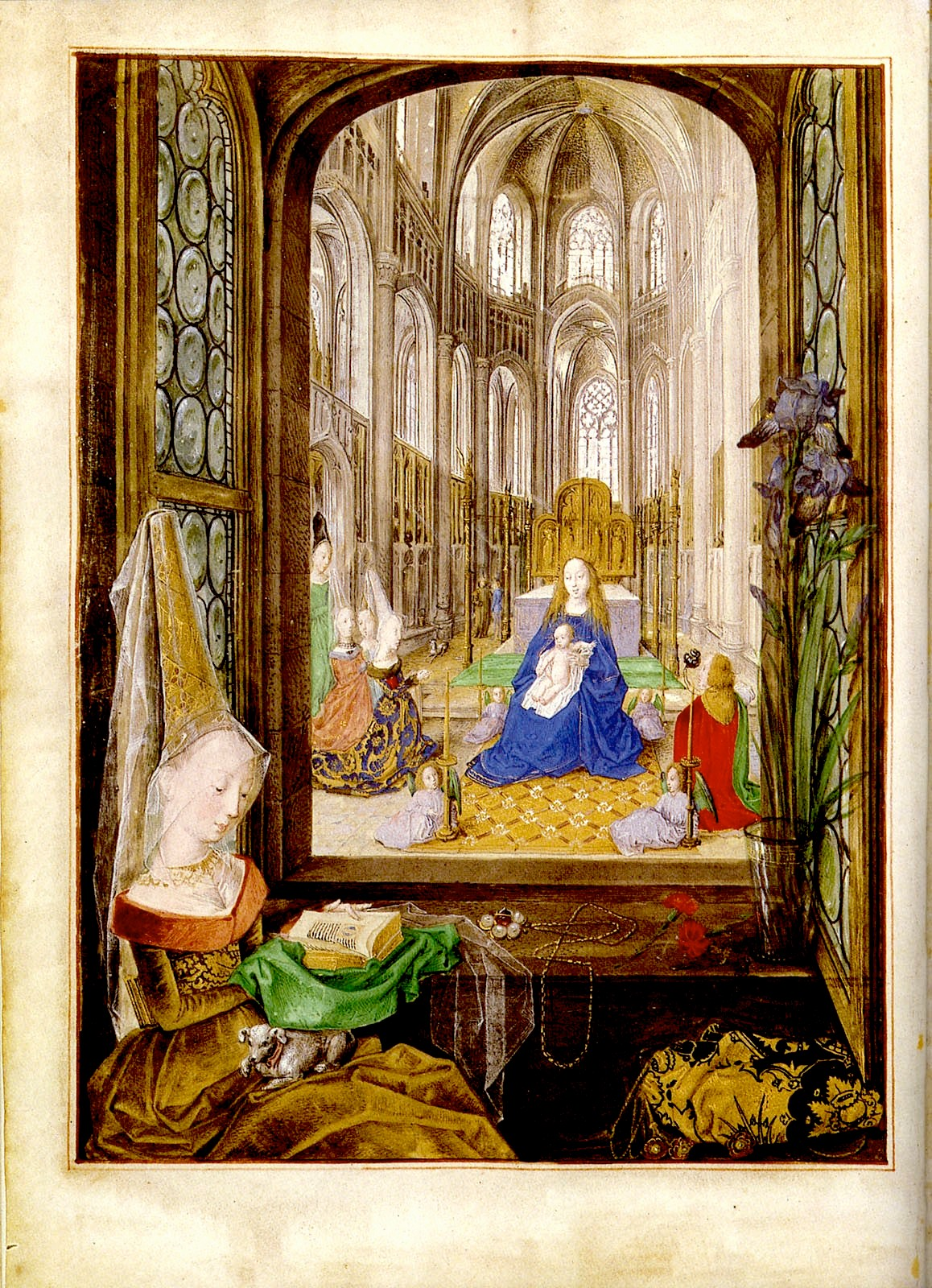
Marie de Bourgogne peu après la mort de son père lisant son livre d'heures (livre d'heures de Marie de Bourgogne, p. 14 verso)

Tant que le duc Charles est en vie, Marie n'est que l'héritière potentielle. Tout bascule le 5 janvier 1477, sous les murs de Nancy : son père, à la tête d'une armée affaiblie, meurt d'un coup de hallebarde face aux troupes du duc de Lorraine appuyées par d'importants contingents suisses. Marie n'a pas vingt ans. Malgré un puissant sentiment d'attachement à la dynastie bourguignonne, la duchesse est trop jeune et trop inexpérimentée pour incarner le pouvoir face au risque de l'invasion française. De plus, les guerres incessantes et les réformes autoritaires de son père ont provoqué tensions politiques et crise économique dans ses États. La situation est telle que lors des obsèques du duc, le 25 janvier, en l'église Saint-Jean de Gand, le peuple gronde devant le faste de la cérémonie.

### Révolte des Pays-Bas bourguignons

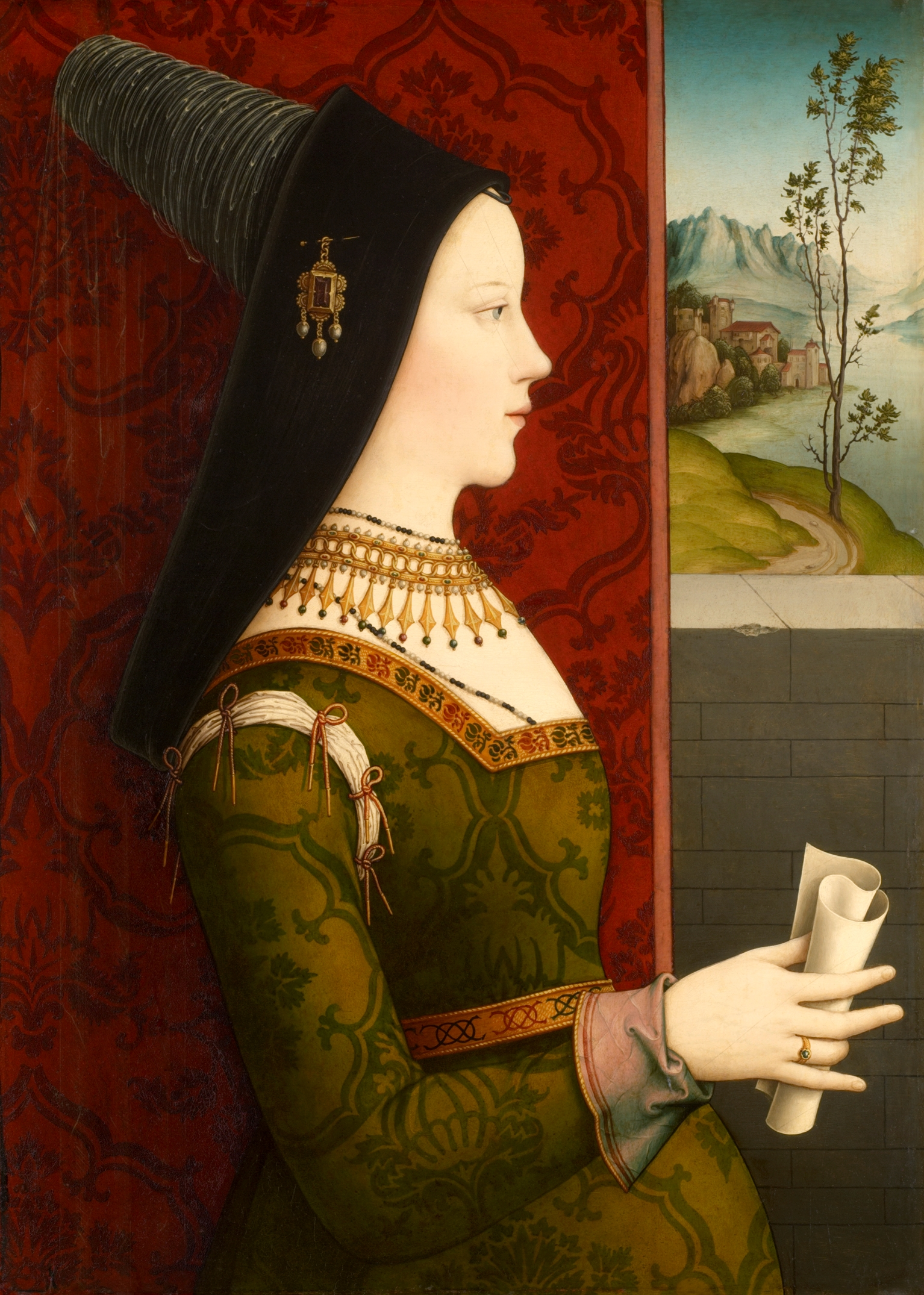
La duchesse Marie de Bourgogne.

Les vastes possessions sur lesquelles Marie de Bourgogne règne désormais vivent une situation économique difficile, liée à une crise démographique aggravée par les guerres continuelles, ainsi qu'au blocus économique imposé par Louis XI, qui augmente le coût des denrées alimentaires. Enfin, des épidémies de peste frappent régulièrement la population.
Dans les Pays-Bas bourguignons, les villes se révoltent contre le centralisme économique et administratif imposé par les ducs de Bourgogne. Écartant l'idée d'une alliance française et l'éventualité d'un mariage avec Charles, le dauphin de France (à peine âgé de sept ans, soit treize de moins qu'elle), Marie se tourne vers ses sujets des Pays-Bas afin qu'ils la protègent des visées du roi Louis XI. Elle convoque donc les États généraux et leur octroie, le 11 février 1477, une charte de droits, le Grand Privilège. Cette charte accorde de nombreuses concessions, permettant notamment le retour à une autonomie des villes et des provinces en rétablissant les droits, privilèges, libertés et coutumes qui existaient avant la paix de Gavre. Marie se déplace dans plusieurs grandes villes afin d'asseoir son autorité et faire valoir son héritage.
Louis XI profite de cette situation délétère pour attaquer les terres bourguignonnes en janvier-février 1477. Georges de la Trémoille envahit le duché de Bourgogne et la Franche-Comté et assiège Dijon avec Charles Ier d'Amboise et les troupes de Jean IV de Chalon-Arlay (mais ce dernier, dès la fin février 1477, furieux de ne pas avoir été nommé gouverneur du comté de Bourgogne car La Trémoïlle avait reçu du roi Louis le gouvernement des deux Bourgognes ducale et comtale, abandonne le camp royal pour celui de Marie). La conquête française de la Franche-Comté en 1477-1480 est dure, semée de violences, d'incendies, de destructions, de ruines et de pillages ; comme l'Artois et le Charolais, le comté ne retournera aux enfants de Marie, Philippe et Marguerite sous la tutelle de leur père l'empereur Maximilien, qu'au traité de Senlis (1493) passé avec le fils de Louis XI, Charles VIII. Le 15 janvier 1477, l'amiral de Bourbon franchit la Somme et envahit la Picardie et l'Artois.
Dans le même temps, il entame une série de procédures juridiques pour justifier les conquêtes qu'il espère maximales. La principale est un procès posthume en lèse-majesté contre le Téméraire, qui lui permettrait de saisir tous les fiefs mouvants de la Couronne ayant appartenu au feu duc (duché de Bourgogne, Flandre, Artois, Picardie) sans tenir compte des éventuels droits de Marie. Celle-ci était en effet juridiquement autorisée à réclamer l'ensemble des biens de son père, puisque ces territoires relevant de la France (dont la Franche-Comté ne faisait pas partie) étaient des fiefs, ignorant donc le principe (encore flou) de masculinité des apanages,. Charles le Téméraire s'était d'ailleurs déclaré souverain et avait délié ces terres de la suzeraineté française. Marguerite d'York et Marie de Bourgogne vont charger leurs conseillers de défendre leurs droits en procédant aux recherches nécessaires dans les archives des territoires contestés ; le résultat de ces travaux se trouve dans un célèbre mémoire attribué au juriste et diplomate Jean d'Auffay, au service de la famille depuis plusieurs années.

### Mariage et descendance

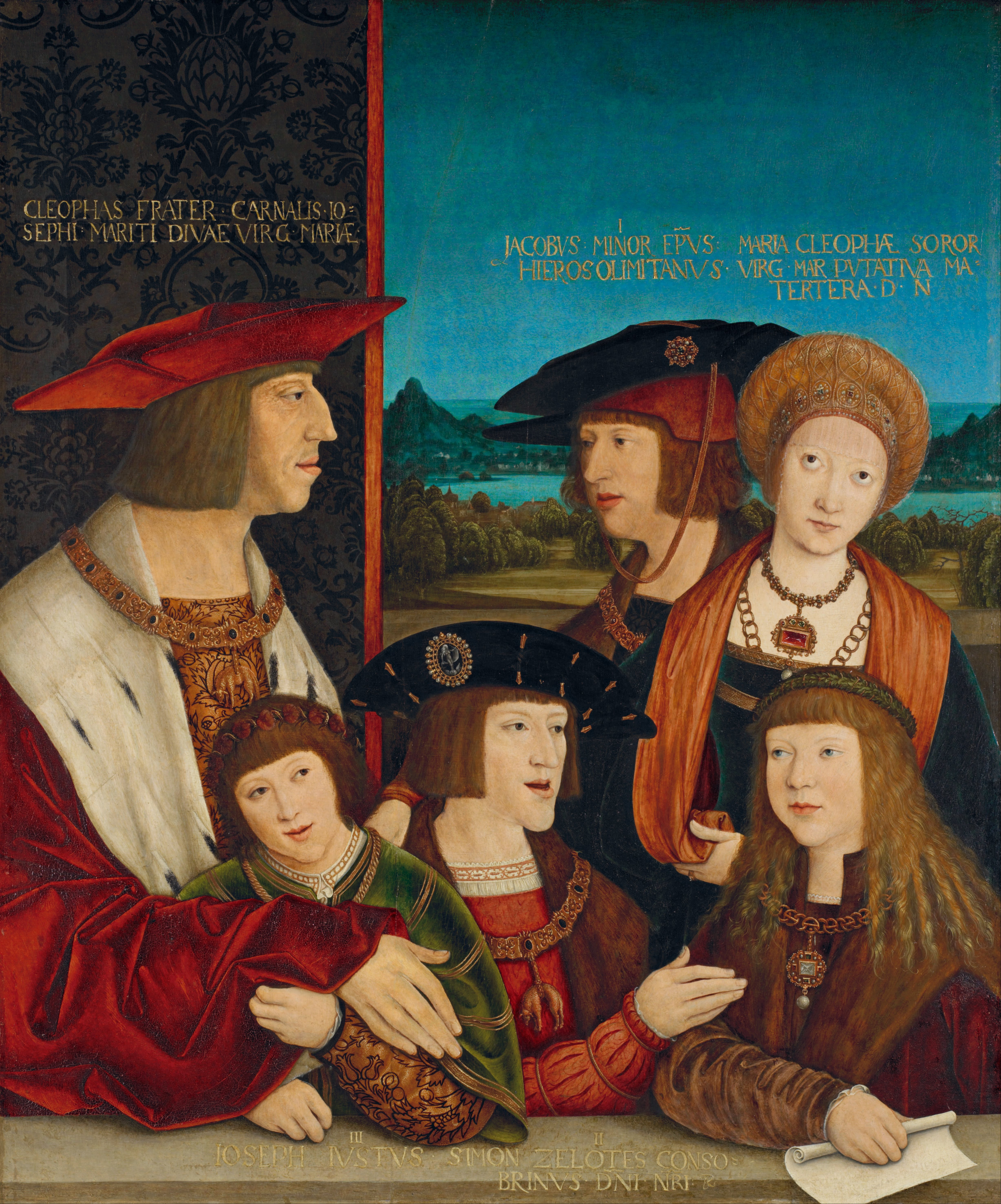
L'empereur Maximilien avec son fils Philippe le beau, sa femme Marie de Bourgogne, ses petits-fils Ferdinand et Charles Quint, et Louis II de Hongrie (époux de sa petite-fille Marie), XVIe siècle, Kunsthistorisches Museum, Vienne.

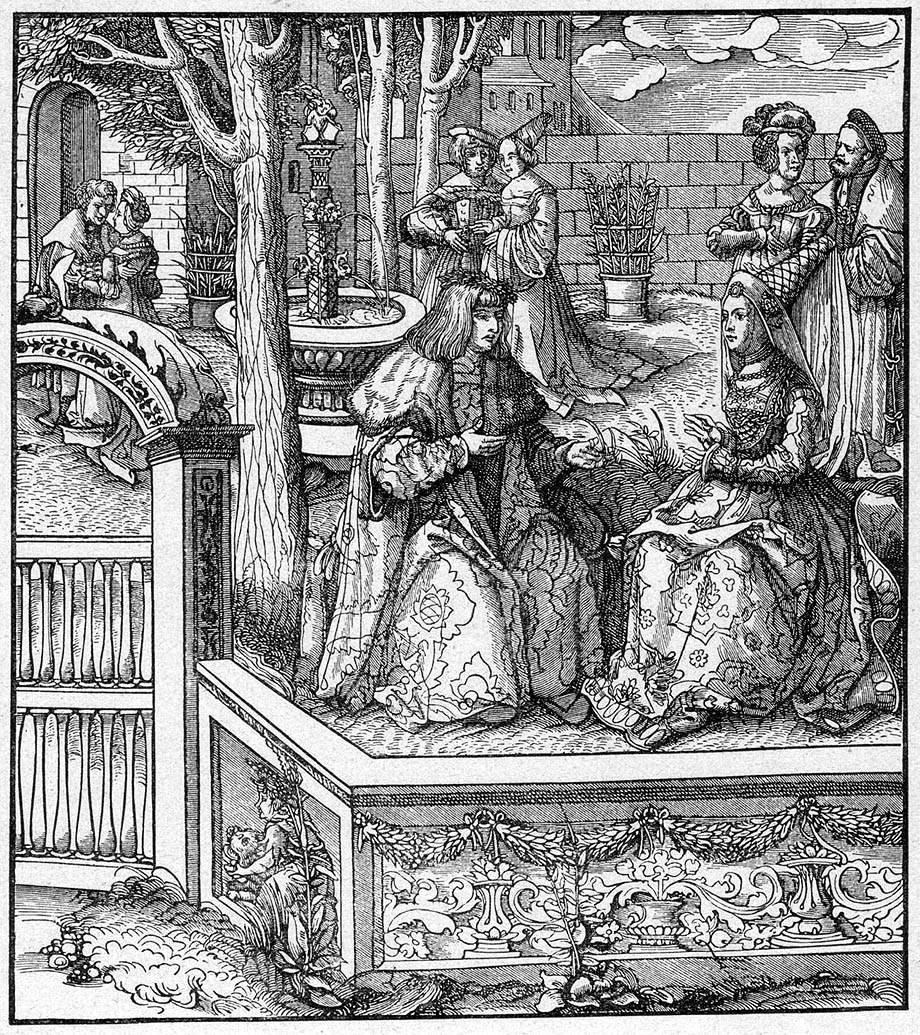
Maximilien & Marie.

Marie de Bourgogne épouse par procuration le 21 avril 1477 le futur empereur du Saint-Empire Romain Germanique Maximilien Ier de Habsbourg. Le procurateur de Maximilien était Louis du Palatinat. Le mariage est célébré effectivement le 19 août suivant. C'est donc l'alliance impériale, envisagée dès 1473 et négociée par l'évêque de Metz, Georges de Bade, qui se concrétise. Maximilien prend en main la défense des États de sa femme avec énergie : il met en sécurité les provinces flamandes et le Hainaut. L'Artois, la Franche-Comté, le Charolais et plusieurs petites seigneuries restent dans une situation incertaine, en revanche la Picardie et le duché de Bourgogne sont solidement occupés par la France. La question du droit du roi de France sur les biens de sa filleule restera longtemps discutée et la mort de Marie ne fera que les amplifier.
Maximilien et Marie connaissent un mariage heureux. L'Autrichien fait de son voyage vers sa promise le sujet de la plus célèbre de ses œuvres, le Theuerdank. Ils ont trois enfants, dont seulement deux survivent :
- Philippe Ier de Castille (baptisé en l'honneur de Philippe le Hardi et Philippe le Bon), qui devient duc de Bourgogne et roi consort de Castille par son mariage avec Jeanne Ire de Castille. Il est surnommé Philippe le Beau. Père des empereurs Charles Quint et Ferdinand Ier, de la reine de Portugal et de France Éléonore d'Autriche, de la reine consort de l'union de Kalmar (Danemark, Suède, Norvège) Isabelle d'Autriche, de la reine consort de Hongrie et de Bohême Marie de Hongrie et de la reine consort de Portugal (née posthume) Catherine de Castille.
- Marguerite d'Autriche (baptisée en l'honneur de la duchesse douairière Marguerite d'York), d'abord promise à Charles VIII et qui devient infante de Castille, puis duchesse de Savoie, puis enfin gouvernante générale des Pays-Bas pour son neveu l'empereur Charles Quint.
- François (baptisé en l'honneur de son parrain le pape Sixte IV) qui ne vécut que quelques semaines.

### Décès

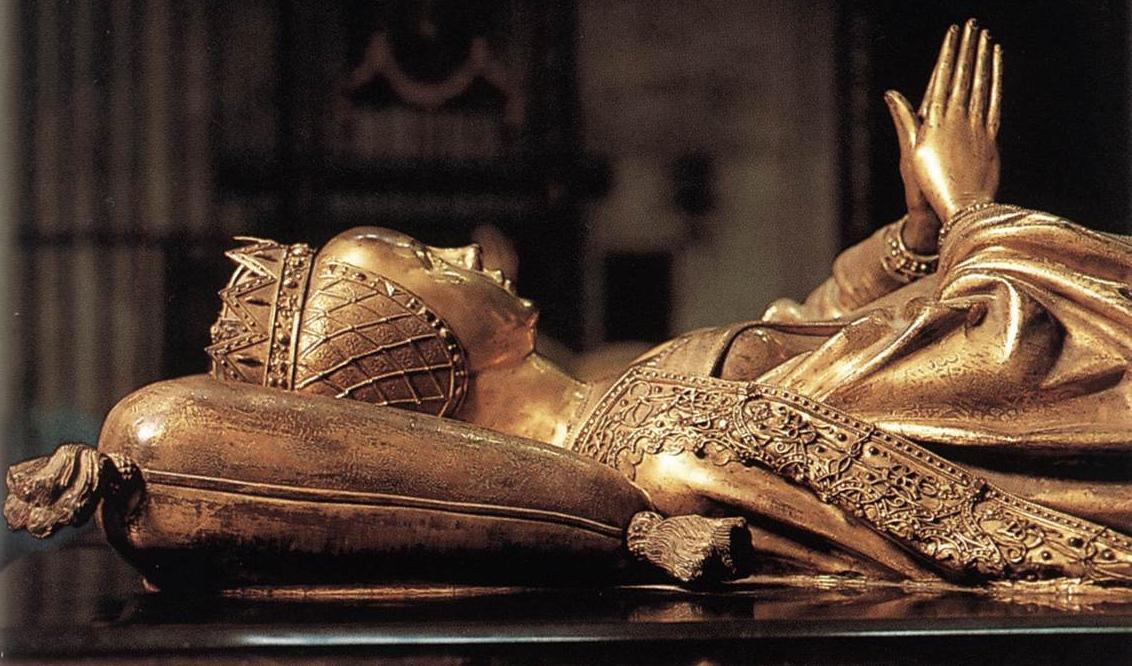
Tombeau de Marie de Bourgogne, par Jan Borreman (église Notre-Dame de Bruges).

Marie meurt le 27 mars 1482, âgée de 25 ans, des suites d'une chute de cheval survenue le 6 mars au cours d'une partie de chasse au faucon dans la forêt de Wynendaele, en compagnie de son époux. Elle a donc eu le temps de dicter ses dernières volontés. Elle est inhumée en l'église Notre-Dame de Bruges. 
Son fils Philippe, âgé de trois ans, hérite des prétentions au titre de duc de Bourgogne et du reliquat de l'État bourguignon, en partie occupé par l'armée du roi de France. Maximilien entame ainsi une régence difficile et doit également composer avec les villes flamandes et brabançonnes, hostiles à la poursuite de la guerre avec la France. Louis XI est alors en mesure d'imposer à Maximilien la signature du traité d'Arras en décembre 1482, très favorable à la France, mais en partie compensé en 1493 par le traité de Senlis. 
C'est le début d'une longue période d'hostilité entre les rois de France et la maison de Habsbourg (Philippe le Beau est le premier « duc de Bourgogne » de la maison de Habsbourg, suivi par Charles Quint), qui ne prend fin qu'en 1756, lorsque la France de Louis XV s'allie avec l'Autriche de Marie-Thérèse (c'est la « révolution diplomatique ») concrétisée, notamment, par le mariage du dauphin Louis avec l'archiduchesse Marie-Antoinette en 1770.

## Représentations à la télévision
Dans la série télévisée Marie de Bourgogne (2017) son rôle est interprété par Christa Theret.
Elle apparaît également la même année dans la série The White Princess, qui prend des libertés avec l'histoire en la faisant mourir quelques instants après sa chute de cheval et où elle est interprétée par l'actrice française Emmanuelle Bouaziz.
En 2021, un documentaire-fiction, intitulé Marie de Bourgogne : seule contre tous, lui est consacré dans le cadre de l'émission Secrets d'histoire, présentée par Stéphane Bern.

### Sources imprimées
- Philippe de Commynes, Mémoires, Paris, Imprimerie nationale, coll. « Acteurs de l'histoire », 1994, 490 p. (ISBN 978-2-11-081344-2 et 2-11-081344-X)
- Jean Molinet, Chroniques, Académie royale de Belgique, coll. « Collection des anciens auteurs belges »